# إيفلين غينتري
إيفلين غينتري (بالإنجليزية: Eve Gentry)‏ هي راقصة أمريكية، ولدت في 21 أغسطس 1909، وتوفيت في 17 يونيو 1994.